# ウコンガサ
ウコンガサ(Hygrophorus chrysodon)は、ヌメリガサ科ヌメリガサ属のキノコである。食用だが、水っぽく風味がない。北半球全域で見られる。英語では、flaky waxy capやgold flecked woodwaxと呼ばれる。
傘の縁や傘の裏の襞、柄に金色の毛が見られることから、種小名のchrysodonは、ギリシャ語で「金歯」という意味である。

## 概要
傘は4-14cmで、襞は半垂生から垂生である。子実体は白色で、黄色の色合いを帯びることがある。